# Somewhere in Afrika
Somewhere in Afrika är ett musikalbum av Manfred Mann's Earth Band. Albumet lanserades 1983 på skivbolaget Bronze Records i Europa och Arista Records i Nordamerika. Manfred Mann var född i Sydafrika, och på detta album kombinerar han afrikanska musiktraditioner med västerländsk rockmusik och progressiv rock. Albumet blev inte en så stor framgång i Storbritannien och USA, men sålde bra i Skandinavien och Tyskland.

## Låtlista
(kompositör inom parentes)
1. "Tribal Statistics" (Qunta) – 4:16
2. "Eyes of Nostradamus" (Al Stewart) – 3:28
3. "Third World Service" (Moore) – 5:18
4. "Demolition Man" (Sting) – 3:45
5. "Brothers and Sisters of Azania" (Mann) – 2:46
6. "Africa Suite" (Mann, Irving, Lingwood) – 8:36
  1. a) "Brothers and Sisters of Africa" (Mann) – 3:06
  2. b) "To Bantustan?" (Mann) – 2:36
  3. c) "Koze Kobenini? (How Long Must We Wait?)" (Mann, Irving) – 1:26
  4. d) "Lalela" (Mann, Lingwood) – 1:31
7. "Redemption Song (No Kwazulu)" (Bob Marley) – 7:35
8. "Somewhere in Africa" (Trad arr Mann, Lingwood) – 1:38

## Listplaceringar
- UK Albums Chart, Storbritannien: #87[1]
- VG-lista, Norge: #8[2]
- Sverigetopplistan: #14[3]